# 硃紅蜻蜓
硃紅蜻蜓(Hydrobasileus croceus)为蜻蜓科楔翅蜻属的一种昆虫。成虫出现于5至9月，生活在海拔500米以下池泽等静水环境。成虫经常在水域上空盘旋飞行。

## 外部連線
- 中文種名:硃紅蜻蜓 - 數位典藏與數位學習聯合目錄[永久]